# Le Bastit
Le Bastit (okzitanisch Lo Bastit) ist eine französische Gemeinde im Département Lot in der Region Okzitanien. Sie gehört zum Arrondissement Gourdon und zum Kanton Gramat. Die Bewohner nennen sich französisch Bastitois oder Bastitoises.
Sie grenzt im Nordwesten an Couzou, im Norden an Gramat, im Osten an Reilhac, im Südosten an Lunegarde, im Süden an Cœur de Causse mit Fontanes-du-Causse, im Südwesten an Montfaucon und im Westen an Carlucet.

## Bevölkerungsentwicklung
| Jahr      | 1962 | 1968 | 1975 | 1982 | 1990 | 1999 | 2008 | 2018 |
| --------- | ---- | ---- | ---- | ---- | ---- | ---- | ---- | ---- |
| Einwohner | 141  | 122  | 113  | 118  | 100  | 106  | 130  | 141  |